# Priolepis nuchifasciata
Priolepis nuchifasciata är en fiskart som först beskrevs av Günther, 1873.  Priolepis nuchifasciata ingår i släktet Priolepis och familjen smörbultsfiskar. Inga underarter finns listade i Catalogue of Life.